# Shaki, Syunik
Shaki là một đô thị thuộc tỉnh Syunik, Armenia. Dân số ước tính năm 2011 là 1268 người.